# Epicypta nigrohalterata
Epicypta nigrohalterata är en tvåvingeart som beskrevs av Günther Enderlein 1910. Epicypta nigrohalterata ingår i släktet Epicypta och familjen svampmyggor. Inga underarter finns listade i Catalogue of Life.